# Biurrun
Biurrun es una localidad española y un concejo de la Comunidad Foral de Navarra perteneciente al municipio de Biurrun-Olcoz. Está situado en la Merindad de Pamplona, en la Comarca de Puente la Reina. Su población en 2014 fue de 182 habitantes (INE).

## Toponimia
Sobre su significado, existen diferentes hipótesis que lo relacionan con su ubicación en el medio físico. Arturo Campión lo relacionó con recodo o vuelta de un camino o pequeño valle: del vasco bi(h)ur «torcido» y un(e) «lugar». También Luis Mitxelena afirma que su significado está relacionado con el de curva o similar.[cita requerida]

### Demografía
| Gráfica de evolución demográfica de Biurrun entre 1842 y 1920 |
| |
| Población de derecho según los censos de población del INE Población de hecho según los censos de población del INEEntre el censo de 1930 y el anterior, este municipio desaparece porque se agrupa en el municipio 31056 (Biurrun Olcoz) en el año 1929 |